# Bourse d'Alexandrie
La Bourse d'Alexandrie, qui date de la fin du XIXe siècle, est l'une des plus anciennes du continent africain. Elle a fusionné en 1961 avec la Bourse du Caire (actuelle Bourse d'Égypte).

## Histoire
Réunis à partir de 1888 au "Café de l'Europe", sur la place des consuls, les négociants et courtiers en coton d'Alexandrie créent l'Association Cotonière d'Alexandrie, puis s'installent dans un grand immeuble de ville en 1899, durant le règne du Khedive Abbas Hilmi II, puis dans un autre, appelé "La Bourse", sur la place Mohammed Ali. Le coton est alors la principale activité économique et la Grande-Bretagne est nettement hostile à toute industrialisation de l’Égypte.
L'une des institutions financières de la place est la National Bank of Egypt, fondée en 1854, à capitaux anglais. Refondée en 1898 par Sir Ernest Cassel (50%), Ralph Isaac Suares, et ses frères Joseph et Felix (25%) et Constantine Salvagos (25%), elle commence à émettre des billets dont la validité sera reconnue en 1914.
En 1923, un décret voté par le Conseil des ministres et révisé en 1927, exige que dans toute entreprise, au moins deux administrateurs soient égyptiens, et que le quart des actions nouvellement émises le soient sur le marché financier égyptien, dont 20 % réservés à des souscripteurs égyptiens. Le décrêt demande aussi que 50 % des employés et 90 % des ouvriers soient égyptiens (Alleaume, 1997). Le Parti saadiste, né en 1938 d’une scission du parti nationaliste, impose la loi de 1947, encore plus stricte 40 % des membres du conseil d’administration, 51 % des actions nouvellement émises doivent être égyptiens.
Sur les 35 courtiers recensés en 1950 à la Bourse d'Alexandrie, seulement deux sont égyptiens et le président est un syrien, Jules Klat Bey.
Les années 1950 voient le gouvernement  du colonel Nasser pratiquer une politique de restrictions financières et la décision d'une fusion en 1961 avec la Bourse du Caire, fondée en 1903 sous l'impulsion de Maurice Cattaui, donnant naissance à l'actuelle Bourse d'Égypte.